# Partidul Națiunea Română
Partidul Națiunea Română (PNRo) este un partid politic din România. Acesta a fost fondat în anul 2018, de către omul de afaceri româno-american John Ion Banu (care a candidat anterior și la alegerile prezidențiale din 2019). John Ion Banu a candidat la alegerile prezidențiale din 2025 de asemenea.